# Icktjärnsbergets naturreservat
Icktjärnsberget är ett naturreservat i Gudmundrå socken i Kramfors kommun, Ångermanland. Reservatet har fått sitt namn av Icktjärnsberget i nordvästra delen av reservatet och Icktjärnen i den nordöstra.

## Bildande av reservat
Planerna på naturreservat har funnits sedan 1978 då en stor förekomst av den rödlistade långskägglaven (Usnea longissima) upptäcktes. Vid naturvårdsutbildning för Naturskyddsföreningen inventerade Icktjärnsdalen 1994. Då hittades fler rödlistade arter, vilket ledde till en fördjupad inventering 1995. Reservatet bildades slutligen 2003 och omfattar 287 hektar varav 9 hektar är vatten.